# Paracyathus stearnsii
Paracyathus stearnsii är en korallart som beskrevs av Addison Emery Verrill 1869. Paracyathus stearnsii ingår i släktet Paracyathus och familjen Caryophylliidae. Inga underarter finns listade i Catalogue of Life.